# Härnen
Härnen är en sjö i Sandvikens kommun i Gästrikland och ingår i Gavleåns huvudavrinningsområde. Sjön är 8 meter djup, har en yta på 0,0764 kvadratkilometer och är belägen 182,5 meter över havet.

## Delavrinningsområde
Härnen ingår i det delavrinningsområde (673643-153660) som SMHI kallar för Mynnar i Laxbäcken. Medelhöjden är 210 meter över havet och ytan är 2,34 kvadratkilometer. Det finns inga avrinningsområden uppströms utan avrinningsområdet är högsta punkten. Vattendraget som avvattnar avrinningsområdet har biflödesordning 3, vilket innebär att vattnet flödar genom totalt 3 vattendrag innan det når havet efter 71 kilometer. Avrinningsområdet består mestadels av skog (92 procent). Avrinningsområdet har 0,08 kvadratkilometer vattenytor vilket ger det en sjöprocent på 3,3 procent.